# Discworld Noir
Discworld Noir es un videojuego de aventura gráfica desarrollado en el año 1999 para PlayStation y PC por la compañía GT Interactive (después llamada Infogrames y actualmente Atari Inc.).
El jugador toma el papel de un detective llamado Lewton, el cual deberá resolver una serie de crímenes que azotan a la ciudad donde éste reside.
Posee un cuaderno donde apuntar todas las pistas y un bolso con distintos instrumentos, los cuales le serán de utilidad en su viaje.

## Argumento
El juego comienza en el despacho de Lewton, donde nos contrata Carlotta, una bella mujer, la cual está pidiendo nuestra ayuda para encontrar a Mundy, su esposo, que se suponía que hubiera llegado al pueblo en un barco, hace dos noches, pero ha desaparecido. Así comienza la búsqueda, pero a medida que pasa el tiempo se descubre que algo mucho mayor está sucediendo, algo que incluso cambia la vida del protagonista. 
A medida que el juego avanza el jugador irá interactuando con diversos personajes (Carlotta, Malaquito, Zafiro y hasta la Muerte). 
Llegado un punto del juego aparecen una serie de acertijos los cuales deben ser descifrados por el protagonista, debido a que éste es víctima de una muerte súbita, es asesinado mientras investigaba el caso de Mundy, pero revive después por un poder que le había otorgado Carlotta: la capacidad de transformarse en un Hombre Lobo. A partir de este punto aparece un cambio radical en el sistema de juego, ya que el jugador posee una nueva habilidad que sirve a sus propósitos. Al transformarse en hombre lobo puede acceder a un nuevo menú y olfatear rastros por los cuales puede determinar que personas han estado en un determinado lugar. Sin embargo la transformación en Hombre lobo sólo se puede realizar cuando no hay nadie cerca o cuando nadie mira. Para aprender a usar este complejo pero útil sistema el protagonista cuenta con la ayuda de un perro que encuentra al resucitar.

## Dificultad y duración
El grado de dificultad de este juego es bastante elevado, el jugador llegará a lugares donde se preguntará qué hacer, a dónde ir, con quién hablar o qué objetos usar. Además el jugador deberá sacar conclusiones exactas, mezclando hechos y pistas en el cuaderno.
El juego se desarrolla en cuatro actos, cada uno muy extenso y que siempre termina con algún hecho importante.

## Frase célebre
En el universo ficticio del videojuego, Samael es un vampírico pianista en el café Ankh, basado en el negro pianista Sam de la película Casablanca. Basándose en que el personaje de Humphrey Bogart nunca dijo la famosa línea «Play it again, Sam», en el videojuego existe esta escena:
Lewton: Tócala de nuevo, Sam.
Samael: ¿Sabes qué? Nunca nadie va a creer que dijiste eso.